# Centrosimmetrico
Un oggetto o una struttura cristallina è detta centrosimmetrica se gode di simmetria per inversione spaziale rispetto a un punto, ovvero l'oggetto rimane inalterato applicando l'operatore di parità spaziale: il punto dell'oggetto nelle coordinate (x,y,z) riferite al centro di simmetria è uguale al punto in (-x,-y,-z). Il termine è usato soprattutto in cristallografia.
Se una struttura cristallina è centrosimmetrica, allora è incompatibile con una polarizzazione elettrica permanente (ferroelettricità) in quanto il campo elettrico non gode di simmetria per inversione spaziale (applicando l'operatore di parità spaziale infatti, il vettore campo elettrico E va in -E).